# Computer aided manufacturing

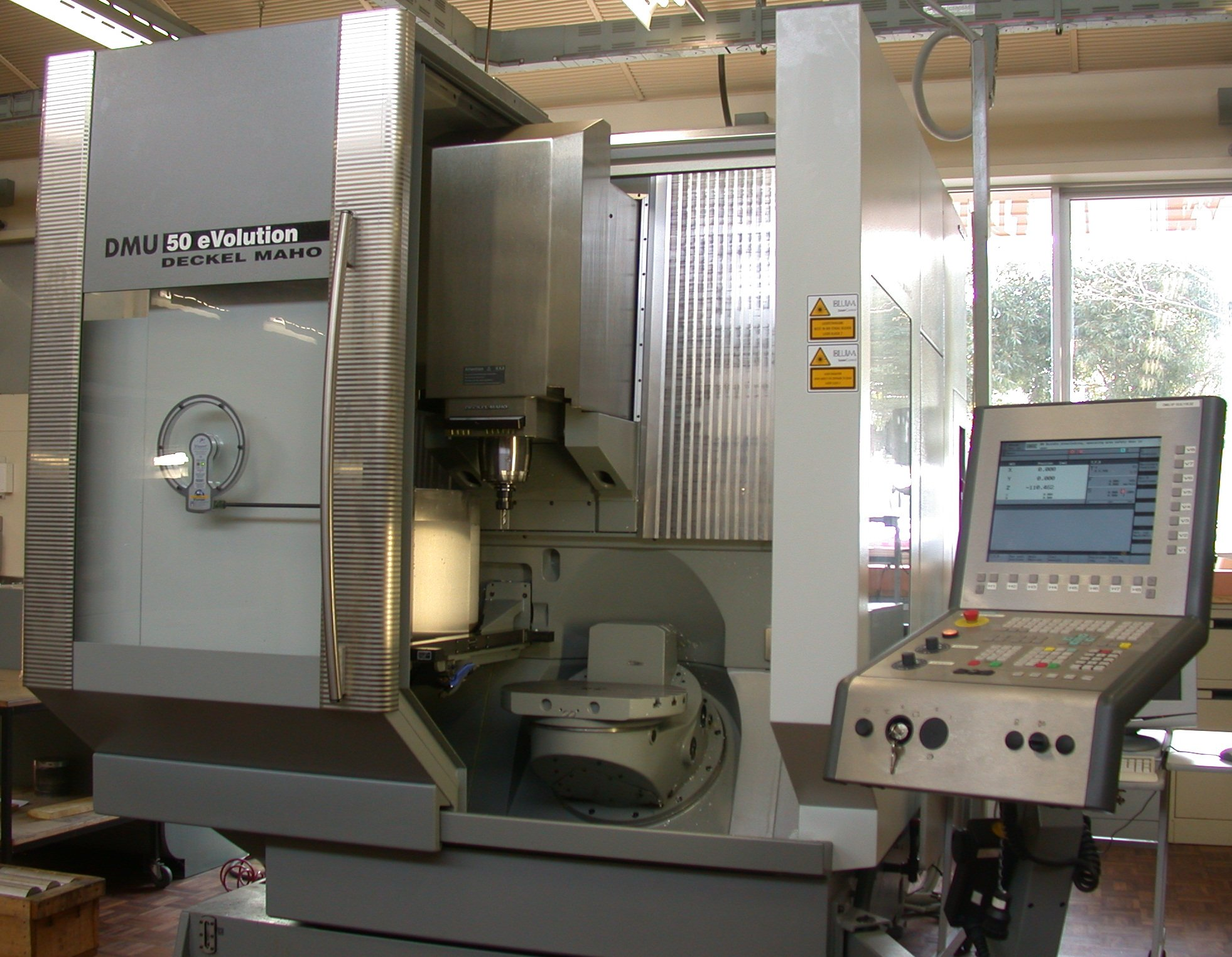
pětiosé obráběcí centrum

Computer-aided manufacturing (nebo Computer Aided Manufacturing, zkráceně CAM, česky počítačem podporovaná výroba či počítačová podpora obrábění) je použití počítačového software pro programování výrobních CNC strojů. CAM software, při znalosti konkrétního soustruhu a technologie obrábění, je schopen navrhnout dráhy nástroje při soustružení, popřípadě další aspekty výroby, v ideálním případě tak, aby současně byla výroba co nejefektivnější, tedy měla co nejmenší energetický a materiální vstup a průmyslový odpad při co nejvyšší produkci.

## Historie
Jako první začaly CAM systémy používat velké společnost podnikající v leteckém a automobilovém průmyslu, například systém UNISURF, vyvinutý Renaultem roku 1971 pro návrh a výrobu karoserií.

## Představitelé
Mezi nejznámější CAM systémy patří:
- Alphacam,
- Autodesk Inventor CAM (HSM),
- Autodesk FeatureCAM,
- Autodesk Fusion 360,
- Autodesk PowerMILL,
- CAM ESPRIT,
- Catia (CAD/CAM/CAE),
- EdgeCAM,
- GibbsCAM,
- HSMWorks,
- HyperCAM,
- hyperMILL,
- Kovoprog,
- Mastercam,
- NX CAM,
- RhinoCAM
- SolidCAM/InventorCAM,
- SOLIDWORKS CAM
- SprutCAM,
- SurfCAM,
- Tebis CAD/CAM,
- TopSolid,
- VISI CAM.